# La Madeleine-sur-Loing
La Madeleine-sur-Loing is een gemeente in het Franse departement Seine-et-Marne (regio Île-de-France) en telt 368 inwoners (2004). De plaats maakt deel uit van het arrondissement Fontainebleau.

## Geografie
De oppervlakte van La Madeleine-sur-Loing bedraagt 6,1 km², de bevolkingsdichtheid is 60,3 inwoners per km².
De onderstaande kaart toont de ligging van La Madeleine-sur-Loing met de belangrijkste infrastructuur en aangrenzende gemeenten.

## Demografie
Onderstaande figuur toont het verloop van het inwonertal (bron: INSEE-tellingen).